# 熊達
熊達（1446年—？），字成章，江西南昌府南昌縣人，民籍，明朝政治人物。進士出身。

## 生平
早年出身國子生。成化十年（1474年）甲午科江西鄉試第二十七名舉人，成化十四年（1478年）戊戌科三甲第一百一十九名進士。曾官福建侯官縣知縣。弘治三年（1490年）二月授山西道監察御史，十年（1497年）任直隸真定府知府，十七年十月加陞山西右參政，仍掌府事。

## 家族
曾祖父熊公明。祖父熊仕信。父亲熊瑄。母丘氏。严侍下。兄熊通。